# Samuel Camille
Samuel Camille (Saint-Denis, Francia, 2 de febrero de 1986) es un futbolista francés. Juega como lateral izquierdo en el Olympique de Valence.

## Trayectoria
Tras tres temporadas en el equipo reserva, el 24 de septiembre de 2008 disputó su primer partido oficial con el RC Lens en un encuentro de la Copa de la liga francesa ante el FC Lorient. Tras esta participación, Camille no jugaría más con el equipo francés al no entrar en los planes de su entrenador Jean-Guy Wallemme. En junio de 2009, obtuvo la carta de libertad de su club y realizó una prueba en el Atlético de Madrid. Tras ser descartado por el club rojiblanco, firma por el Rayo Vallecano. En la temporada 2010-11, tras finalizar contrato con el equipo vallecano, ficha por el Córdoba CF.
En la temporada 2011-12 firma por el Granada CF, que inmediatamente lo cede al Cádiz CF. Tras un año, en la temporada 2012-2013 firma un contrato por un año con el AD Alcorcón. El 16 de julio de 2014 ficha por la SD Ponferradina en donde está dos temporadas.
El 4 de julio de 2016 fichó por dos temporadas por el CD Tenerife. El 28 de junio de 2019 rescindió su contracto con el Tenerife.

## Clubes
| Club                 | País    | Año         |
| -------------------- | ------- | ----------- |
| ASOA Valence         | Francia | 2004 - 2005 |
| RC Lens (rés.)       | Francia | 2005 - 2008 |
| RC Lens              | Francia | 2008 - 2009 |
| Rayo Vallecano       | España  | 2009 - 2010 |
| Córdoba CF           | España  | 2010 - 2011 |
| Cádiz CF             | España  | 2011 - 2012 |
| AD Alcorcón          | España  | 2012 - 2014 |
| SD Ponferradina      | España  | 2014 - 2016 |
| CD Tenerife          | España  | 2016 - 2019 |
| Olympique de Valence | Francia | 2019        |